# La Molina (estació d'esquí)
La Molina és una estació d'esquí al poble de la Molina, al municipi d'Alp, a la comarca de Cerdanya i és la més antiga de Catalunya. Situada per sobre els 1.650 metres i amb una cota màxima de 2.537 metres, a la Molina s'hi va construir el primer telecadira d'Espanya. Des d'aleshores la Molina ha anat creixent. Fins i tot té el remuntador més ràpid i llarg de la Cerdanya (el telecabina Cadí Moixero) amb una velocitat de més de 6m/s.

## Història
La primera notícia que es té d'esquiadors en els paratges de La Molina és de l'any 1908, segons consta en el Butlletí del Centre Excursionista de Catalunya (CEC). Els primers esquiadors practicaven el telemarc i el stemmbogen. Tot i que ja feia temps de l'arribada dels primers esquiadors, La Molina no es va convertir en un lloc concorregut pels amants de l'esquí fins a l'hivern de 1923-1924, quan la seva pràctica es va popularitzar, gràcies a l'arribada del primer tren l'any 1922.
D'aquell any data la descoberta de les pistes de Fontcanaleta: "unes extensions suaus, sense arbres i plenes de neu", segons van descriure els pioners que es van aventurar a allunyar-se dels voltants de l'estació de tren i travessar el bosc de la Perdiu. La fama de les pistes de Fontcanaleta va fer que el febrer d'aquell any s'hi comencessin a celebrar les primeres curses: els X Concursos d'Esports d'Hivern i els campionats de Catalunya.
La Molina deu part de la seva història al xalet del CEC que es va inaugurar el desembre de l'any 1925, i es convertia així en el primer allotjament de l'estació. L'any 1940 es va instal·lar a La Molina el primer servei d'assistència mèdica per als accidentats en la pràctica de l'esquí de l'Estat.

### Els primers remuntadors
El 28 de febrer de 1943 es beneïa i s'estrenava a les pistes de Fontcanaleta el primer teleesquí d'Espanya. En aquella època era quelcom sorprenent i innovador. Pocs anys després, La Molina també va ser pionera en la instal·lació de telecadires amb la posada en funcionament, a la temporada 1946-47, del telecadira del Turó de la Perdiu.
La veritable expansió de l'àrea esquiable de La Molina es produeix a partir de l'any 1954, quan es fa arribar un telecabina de dues places als 2.280 metres del Puig d'Alp. Al cap d'un any es prolonga aquesta línia fins al capdamunt de Tosa d'Alp amb un teleesquí. Al cim de la Tosa d'Alp es va construir el refugi Niu de l'Àliga, que ofereix serveis de restaurant i bar i una gran terrassa.
A finals de la dècada dels cinquanta, La Molina ja estava equipada amb deu teleesquís i dos telecadires, fruit de la implantació de dues grans empreses que havien equipat diferents àrees de l'estació.
En quinze anys (1955-1970), La Molina es va convertir en un referent per al món de l'esquí a tot el país, ja que disposava d'algunes de les instal·lacions més modernes de l'època. El domini esquiable es va expandir també cap al Puigllançada, equipat amb teleesquís i telecadires.

### Dècada dels 80

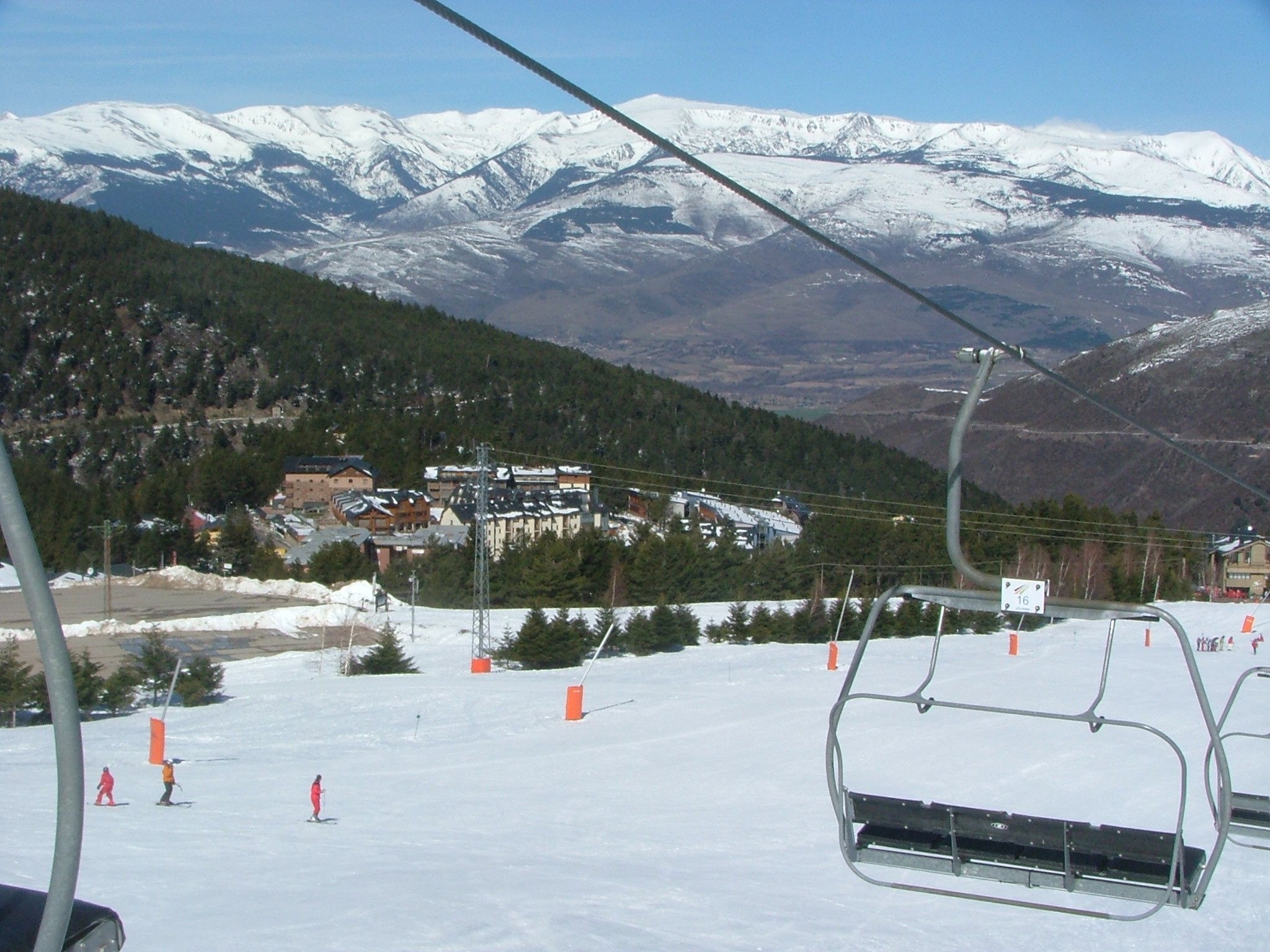
Vista des de l'estació d'esquí

A la dècada dels vuitanta l'esquí havia adquirit una notòria popularitat entre tots els segments de la població. Tanmateix, les vicissituds que travessaven les empreses propietàries fins aleshores de l'estació, van fer que l'any 1985 la Generalitat de Catalunya adquirís els actius del domini esquiable de l'estació a través de Ferrocarrils de la Generalitat de Catalunya (FGC), que passà a gestionar-los fins a l'actualitat.
Aquest nou impuls comporta que, novament, La Molina esdevingui pionera en el seu àmbit, i es dota de la primera planta de producció de neu artificial per mitjà d'un sistema d'alta pressió. A més, el 1986, es va instal·lar el primer telecadira de quatre places de l'Estat. A partir del 1987 i fins al 1991 es construeixen tres nous telecadires de quatre places.

## Medi ambient i qualitat
La Molina va implantar un sistema de gestió mediambiental basat en la norma ISO 14001, l'any 2003.
També té la certificació Q de qualitat des de l'any 2002, que concedeix l'Instituto para la Calidad Turística Española (ICTE).
La Molina està situada en un paratge natural. L'estació realitza periòdicament analítiques de l'aigua de xarxa, dels aqüífers, dels rierols i de les rieres per assegurar que les aigües són d'una qualitat òptima. Tanmateix s'utilitzen olis biodegradables a totes les màquines trepitjaneu i a les motos de neu.

## Serveis
L'estació consta de 66 pistes d'esquí: 20 pistes verdes, 18 blaves, 22 vermelles i 6 negres amb un total de 16 remuntadors. Disposa d'escola d'esquí, bars, una clínica, una guarderia, diverses zones temàtiques i servei de lloguer d'equipament.

## Competició
L'estació ha tingut molt en compte el factor competició, és per això que la temporada 2006-2007 La Molina va acollir 64 competicions de totes les modalitats convertint-se així l'estació amb més competicions de l'Estat en tan sols 133 dies esquiables.
Cal destacar els Campionats d'Espanya d'esquí i de surf de neu, proves FIS de Copa d'Europa d'esquí de dames, copa d'Europa de surf de neu, campionats de freestyle, esquí de fons, etc. sense oblidar la prova final de la Pirena, prova de trineus tirats per gossos, que arriba cada any a La Molina.
Els dies 13 i 14 de desembre del 2008, es va celebrar, a les pistes Comella i Estadi, un eslàlom gegant (dia 13) i un eslàlom especial (dia 14) femenins de la Copa del Món d'esquí alpí de la FIS.
La temporada 2008-09 La Molina va estar la primera estació dels Pirineus en acollir la Copa del Món Femenina d'Esquí Alpí.
L'any 2011, l'estació acollí el Campionat del Món de surf de neu, esdeveniment pel qual es va construir una nova pista amb telecadira desembragable a la zona del Pla d'Anyella, a la pista dels Alabaus.
També s'hi celebren la Copa del Món per a Discapacitats i la Copa del Món Snowboard des del 2011.

## Esquiadors
| Temporada  | 2017/18 | 2018/19 | 2019/20 | 2020/21 | 2021/22 |
| ---------- | ------- | ------- | ------- | ------- | ------- |
| Esquaidors | 376.139 | 330.874 | 357.465 | -       | 319.103 |